# Valdemar (1828)
Valdemar var ett linjeskepp i den danska Kungliga flottan. Hon var ett av sex linjeskepp som byggdes i enlighet med ett flottprogram som Danmark antog efter Napoleonkrigens slut 1814. Valdemar byggdes på örlogsvarvet i Köpenhamn efter ritningar av fartygskonstruktören Andreas Schifter och sjösattes den 14 augusti 1828. Bestyckningen utgjordes av 94 kanoner av olika kalibrar, varav de flesta stod uppställda på två täckta batteridäck.  
Under Slesvig-holsteinska kriget 1848–1851 tjänstgjorde Valdemar som flytande anstalt för tyska krigsfångar, och på 1850-talet var hon exercisfartyg. Sista gången linjeskeppet kom till användning var i samband med Dansk-tyska kriget 1864, då hon fungerade som logementsfartyg för värnpliktiga. Valdemar ströks ur flottans rullor den 19 december samma år, och slopades 1869.  

### Webbkällor
- ”VALDEMAR (1830-1864)”. Navalhistory.dk. 24 april 2006. https://www.navalhistory.dk/Danish/Skibene/VW/Valdemar(1830).htm. Läst 15 augusti 2022.